# 舞力全开Wii U
《舞力全开Wii U》是一款由育碧巴黎和育碧米兰开发并由任天堂发行于Wii U平台上的音乐韵律类舞蹈游戏。本作是舞力全开系列针对日本地区制作的第三作。《舞力全开Wii U》主要游戏架构延续主系列作品《舞力全开2014》并采用了《舞力全开2014》中的若干新要素，玩家可以通过Wii U的GamePad平板手柄来将游戏中的歌曲作为卡拉OK来演唱；游戏曲目保持前作的35首。本作于2014年4月3日发售，游戏是该系列目前在日本市场推出的第三款作品。

## 曲目列表
《舞力全开Wii U》收录了35首曲目。